# Lipe (gmina Lublana)
Lipe – wieś w Słowenii, w gminie miejskiej Lublana. W 2018 roku liczyła 106 mieszkańców. 